# Praia
Praia (phát âm tiếng Bồ Đào Nha: [ˈpɾajɐ]) là thủ đô và thành phố lớn nhất của Cape Verde, một đảo quốc ở trong Đại Tây Dương, phía tây Sénégal. Thành phố nằm về bờ nam của đảo Santiago trong quần đảo Sotavento. Thành phố có một trong 4 sân bay quốc tế của quốc gia này. Trong tiếng Bồ Đào Nha, tên gọi có nghĩa là bãi biển.

## Lịch sử
Đảo Santiago được António da Noli phát hiện vào năm 1460.:73 Khu định cư đầu tiên trên đảo là Ribeira Grande (nay mang tên Cidade Velha). Ngôi làng Praia de Santa Maria được nhắc đến lần đầu tiên vào khoảng năm 1615 và có một bến cảng. Các cảng của Santiago là những bến cảng quan trọng cho các chuyến tàu đi giữa Bồ Đào Nha và các thuộc địa của nước này ở Châu Phi và Nam Mỹ. Từ cuối thế kỷ 16 đến cuối thế kỷ 18, cả Ribeira Grande lẫn Praia đều phải hứng chịu nhiều cuộc tấn công của cướp biển, bao gồm Francis Drake (1585) và Jacques Cassard (1712).:195
Do vị trí chiến lược của nó trên một cao nguyên, Praia có khả năng bảo vệ tốt hơn trước các cuộc tấn công của cướp biển. Điều này đã mang lại cho nó một lợi thế lớn so với thành phố cổ Ribeira Grande (Cidade Velha). Nó dần dần thay thế Cidade Velha để trở thành khu định cư quan trọng nhất của Cape Verde, và trở thành thủ đô của Cape Verde vào năm 1770. Trận hải chiến Porto Praya đã diễn ra tại cảng Praia vào ngày 16 tháng 4 năm 1781, với sự tham gia của Vương quốc Anh và Pháp. Praia là điểm dừng chân đầu tiên trong chuyến du hành của Charles Darwin với HMS Beagle vào năm 1832.
Vào cuối thế kỷ 19, khu phố Plateau của Praia đã được tái phát triển hoàn toàn với các đường phố theo quy hoạch dạng lưới, được bao quanh bởi các tòa nhà và dinh thự thuộc địa lớn. Praia chính thức trở thành một thành phố (cidade) vào năm 1858, là trung tâm chính trị, tôn giáo và kinh tế của đất nước.:55 Vào đầu những năm 1920, dân số thành phố là khoảng 21.000 người.
Cũng như các khu vực khác của quần đảo, cuộc kháng chiến chống lại sự cai trị của người Bồ Đào Nha tại Praia đã gia tăng vào những năm 1950. Không có cuộc chiến tranh giành độc lập vũ trang như ở Guinea-Bissau; sau Cách mạng hoa cẩm chướng năm 1974 ở Bồ Đào Nha và kết quả là Chiến tranh thuộc địa Bồ Đào Nha kết thúc, Cape Verde tuyên bố độc lập vào tháng 7 năm 1975. Sau khi độc lập, Praia trải qua một đợt bùng nổ nhân khẩu, tiếp nhận các phong trào di cư từ tất cả các hòn đảo. Kết quả là 56% toàn bộ dân số của Cape Verde cư trú ở Santiago; với 29% sống tại Praia. Dân số ước tính của nó đã đạt tới 151.436 người vào năm 2015.:36

## Địa lý

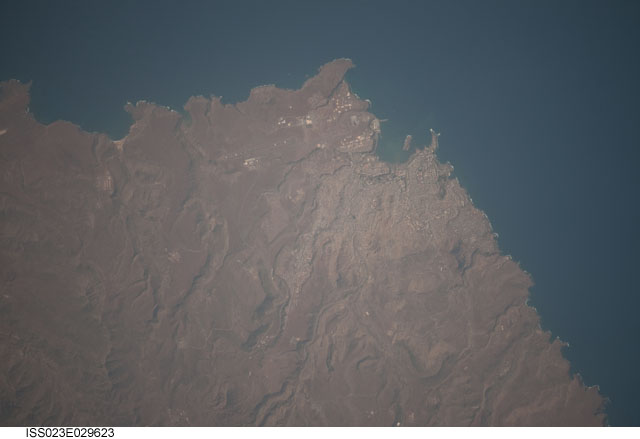
Praia nhìn từ trên cao

Về mặt địa lý, Praia có thể được miêu tả là một tập hợp các cao nguyên và các thung lũng xung quanh chúng. Các cao nguyên này thường có tên achada (Achada de Santo António, Achada de São Filipe, Achada Eugénio Lima, Achada Grande, Achadinha, v.v. — achada là một từ tiếng Bồ Đào Nha để chỉ một cao nguyên núi lửa). Việc định cư đô thị chủ yếu được thực hiện trên đỉnh các cao nguyên này và dọc theo các thung lũng. Hòn đảo nhỏ Santa Maria nằm trước bãi biển cùng tên (ngày nay còn được gọi là Gamboa).
Trong một thời gian dài, chỉ có khu Plateau được coi là khu vực đô thị, còn các vùng lân cận khác được coi là ngoại ô, mặc dù luôn có mối quan hệ chặt chẽ với Plateau (sự di chuyển của người dân, trao đổi hàng hóa và dịch vụ, v.v.) . Đây là lý do tại sao trước đây chỉ có Plateau có đô thị hóa tương đối phát triển với cơ sở hạ tầng của riêng mình. Các khu phố còn lại phát triển theo hướng lộn xộn hơn.
Chỉ sau khi độc lập, Plateau mới hợp nhất với các vùng lân cận khác thành nơi ngày nay được coi là thành phố Praia. Toàn thành phố, vào thời điểm đó, được trang bị cơ sở hạ tầng đầy đủ. Quá trình đô thị hóa bắt đầu ngay sau khi giành được độc lập và địa bàn Praia mở rộng về phía bắc.

### Khí hậu
Praia có khí hậu sa mạc (Köppen: BWh) với mùa mưa ngắn và mùa khô kéo dài rất rõ rệt. Trên thực tế, ngoài các tháng 8, 9 và 10, Praia rất ít khi mưa. Trung bình thành phố có lượng mưa khoảng 210 mm (8,3 in) mỗi năm. Vì tháng lạnh nhất là trên 18 °C (64 °F) nên các kiểu nhiệt độ của nó tương tự như khí hậu nhiệt đới, nhưng thiếu lượng mưa đủ để được phân loại như vậy. Mặc dù có khí hậu khô cằn, Praia hiếm khi quá nóng hoặc quá lạnh, do vị trí ven bờ biển của nó trên đảo Santiago. Nhiệt độ ấm áp và ít biến động với nhiệt độ cao trung bình là 27 °C (81 °F) và nhiệt độ thấp trung bình là 22 °C (72 °F).
| Dữ liệu khí hậu của Praia (Sân bay quốc tế Nelson Mandela) 1981–2010 | Dữ liệu khí hậu của Praia (Sân bay quốc tế Nelson Mandela) 1981–2010 | Dữ liệu khí hậu của Praia (Sân bay quốc tế Nelson Mandela) 1981–2010 | Dữ liệu khí hậu của Praia (Sân bay quốc tế Nelson Mandela) 1981–2010 | Dữ liệu khí hậu của Praia (Sân bay quốc tế Nelson Mandela) 1981–2010 | Dữ liệu khí hậu của Praia (Sân bay quốc tế Nelson Mandela) 1981–2010 | Dữ liệu khí hậu của Praia (Sân bay quốc tế Nelson Mandela) 1981–2010 | Dữ liệu khí hậu của Praia (Sân bay quốc tế Nelson Mandela) 1981–2010 | Dữ liệu khí hậu của Praia (Sân bay quốc tế Nelson Mandela) 1981–2010 | Dữ liệu khí hậu của Praia (Sân bay quốc tế Nelson Mandela) 1981–2010 | Dữ liệu khí hậu của Praia (Sân bay quốc tế Nelson Mandela) 1981–2010 | Dữ liệu khí hậu của Praia (Sân bay quốc tế Nelson Mandela) 1981–2010 | Dữ liệu khí hậu của Praia (Sân bay quốc tế Nelson Mandela) 1981–2010 | Dữ liệu khí hậu của Praia (Sân bay quốc tế Nelson Mandela) 1981–2010 |
| Tháng                                                                | 1                                                                    | 2                                                                    | 3                                                                    | 4                                                                    | 5                                                                    | 6                                                                    | 7                                                                    | 8                                                                    | 9                                                                    | 10                                                                   | 11                                                                   | 12                                                                   | Năm                                                                  |
| -------------------------------------------------------------------- | -------------------------------------------------------------------- | -------------------------------------------------------------------- | -------------------------------------------------------------------- | -------------------------------------------------------------------- | -------------------------------------------------------------------- | -------------------------------------------------------------------- | -------------------------------------------------------------------- | -------------------------------------------------------------------- | -------------------------------------------------------------------- | -------------------------------------------------------------------- | -------------------------------------------------------------------- | -------------------------------------------------------------------- | -------------------------------------------------------------------- |
| Cao kỉ lục °C (°F)                                                   | 31.9 (89.4)                                                          | 33.1 (91.6)                                                          | 34.2 (93.6)                                                          | 33.4 (92.1)                                                          | 33.3 (91.9)                                                          | 34.1 (93.4)                                                          | 32.5 (90.5)                                                          | 33.1 (91.6)                                                          | 36.2 (97.2)                                                          | 34.8 (94.6)                                                          | 33.0 (91.4)                                                          | 31.0 (87.8)                                                          | 36.2 (97.2)                                                          |
| Trung bình ngày tối đa °C (°F)                                       | 26.5 (79.7)                                                          | 27.0 (80.6)                                                          | 28.1 (82.6)                                                          | 28.2 (82.8)                                                          | 28.9 (84.0)                                                          | 29.6 (85.3)                                                          | 29.6 (85.3)                                                          | 30.4 (86.7)                                                          | 30.9 (87.6)                                                          | 31.0 (87.8)                                                          | 29.7 (85.5)                                                          | 27.7 (81.9)                                                          | 29.0 (84.2)                                                          |
| Trung bình ngày °C (°F)                                              | 22.9 (73.2)                                                          | 22.9 (73.2)                                                          | 23.6 (74.5)                                                          | 23.9 (75.0)                                                          | 24.7 (76.5)                                                          | 25.5 (77.9)                                                          | 26.1 (79.0)                                                          | 27.1 (80.8)                                                          | 27.4 (81.3)                                                          | 27.2 (81.0)                                                          | 26.1 (79.0)                                                          | 24.1 (75.4)                                                          | 25.1 (77.2)                                                          |
| Tối thiểu trung bình ngày °C (°F)                                    | 19.3 (66.7)                                                          | 19.2 (66.6)                                                          | 19.5 (67.1)                                                          | 19.9 (67.8)                                                          | 20.7 (69.3)                                                          | 21.6 (70.9)                                                          | 22.7 (72.9)                                                          | 23.9 (75.0)                                                          | 24.2 (75.6)                                                          | 23.6 (74.5)                                                          | 22.5 (72.5)                                                          | 20.8 (69.4)                                                          | 21.5 (70.7)                                                          |
| Thấp kỉ lục °C (°F)                                                  | 16.9 (62.4)                                                          | 16.2 (61.2)                                                          | 16.5 (61.7)                                                          | 17.0 (62.6)                                                          | 18.8 (65.8)                                                          | 19.2 (66.6)                                                          | 20.3 (68.5)                                                          | 20.6 (69.1)                                                          | 19.6 (67.3)                                                          | 19.6 (67.3)                                                          | 19.5 (67.1)                                                          | 17.3 (63.1)                                                          | 16.2 (61.2)                                                          |
| Lượng Giáng thủy trung bình mm (inches)                              | 3.1 (0.12)                                                           | 0.6 (0.02)                                                           | 0.3 (0.01)                                                           | 0.0 (0.0)                                                            | 0.5 (0.02)                                                           | 0.0 (0.0)                                                            | 8.0 (0.31)                                                           | 60.4 (2.38)                                                          | 60.9 (2.40)                                                          | 31.0 (1.22)                                                          | 2.7 (0.11)                                                           | 5.0 (0.20)                                                           | 172.5 (6.79)                                                         |
| Số ngày giáng thủy trung bình (≥ 0.1 mm)                             | 1                                                                    | 0                                                                    | 0                                                                    | 0                                                                    | 0                                                                    | 0                                                                    | 2                                                                    | 7                                                                    | 7                                                                    | 4                                                                    | 2                                                                    | 1                                                                    | 24                                                                   |
| Độ ẩm tương đối trung bình (%)                                       | 65.7                                                                 | 63.3                                                                 | 62.6                                                                 | 64.5                                                                 | 65.2                                                                 | 68.5                                                                 | 73.3                                                                 | 76.0                                                                 | 76.8                                                                 | 72.9                                                                 | 69.8                                                                 | 70.1                                                                 | 69.1                                                                 |
| Số giờ nắng trung bình tháng                                         | 223.2                                                                | 234.5                                                                | 279.0                                                                | 285.0                                                                | 306.9                                                                | 279.0                                                                | 217.0                                                                | 201.5                                                                | 216.0                                                                | 244.9                                                                | 234.0                                                                | 204.6                                                                | 2.925,6                                                              |
| Số giờ nắng trung bình ngày                                          | 7.2                                                                  | 8.3                                                                  | 9.0                                                                  | 9.5                                                                  | 9.9                                                                  | 9.3                                                                  | 7.0                                                                  | 6.5                                                                  | 7.2                                                                  | 7.9                                                                  | 7.8                                                                  | 6.6                                                                  | 8.0                                                                  |
| Nguồn 1: Instituto Nacional de Meteorologia e Geofísica              |                                                                      |                                                                      |                                                                      |                                                                      |                                                                      |                                                                      |                                                                      |                                                                      |                                                                      |                                                                      |                                                                      |                                                                      |                                                                      |
| Nguồn 2: Deutscher Wetterdienst                                      |                                                                      |                                                                      |                                                                      |                                                                      |                                                                      |                                                                      |                                                                      |                                                                      |                                                                      |                                                                      |                                                                      |                                                                      |                                                                      |

## Nhân khẩu
Theo cơ quan thống kê quốc gia, dân số của thành phố được ước tính là 159.050 người vào tháng 7 năm 2017. Tính đến giữa thế kỷ 19, dân số ước tính vào khoảng 1.500 đến 2.000 người.

## Giáo dục

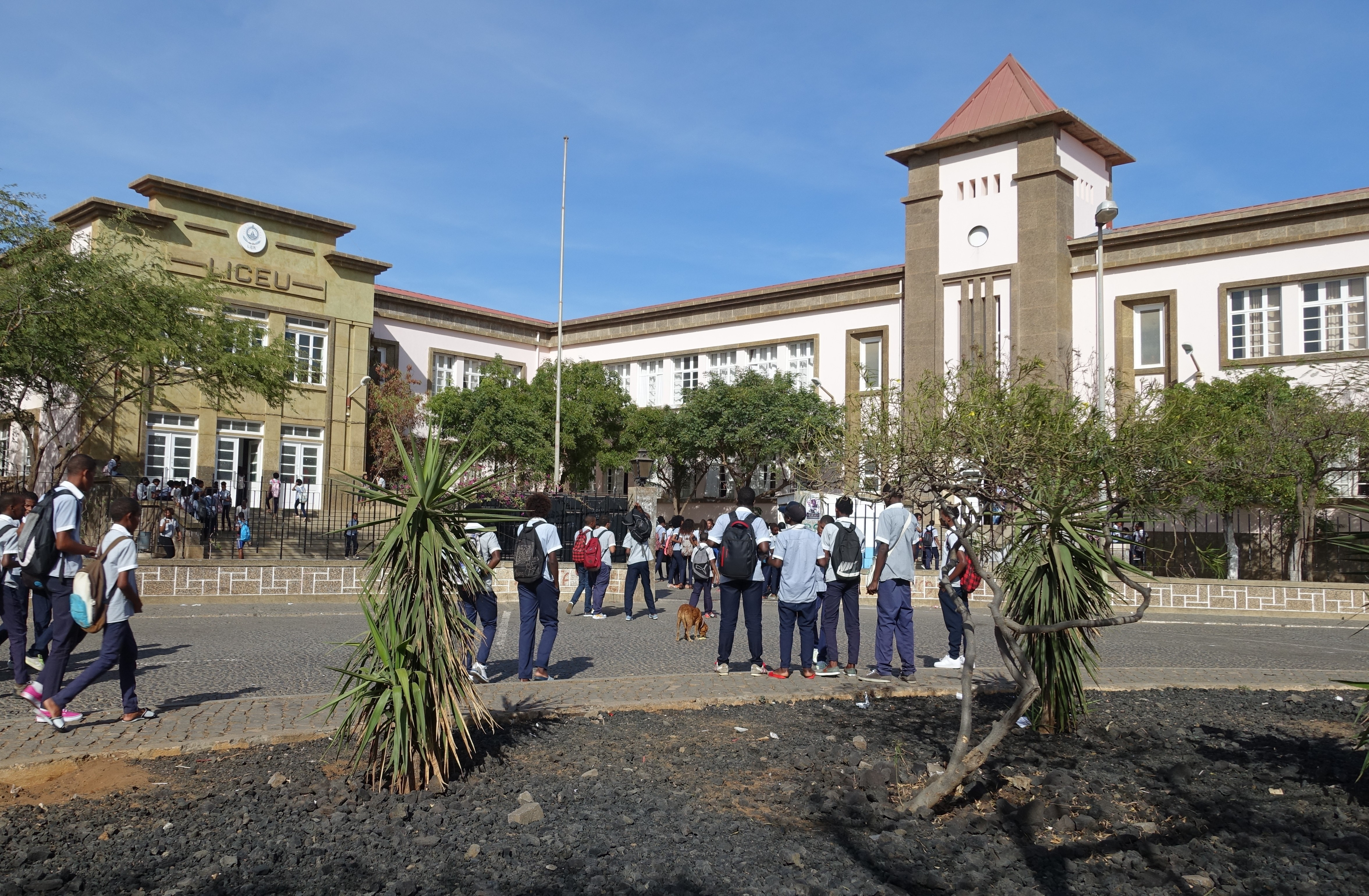
Liceu Domingos Ramos.

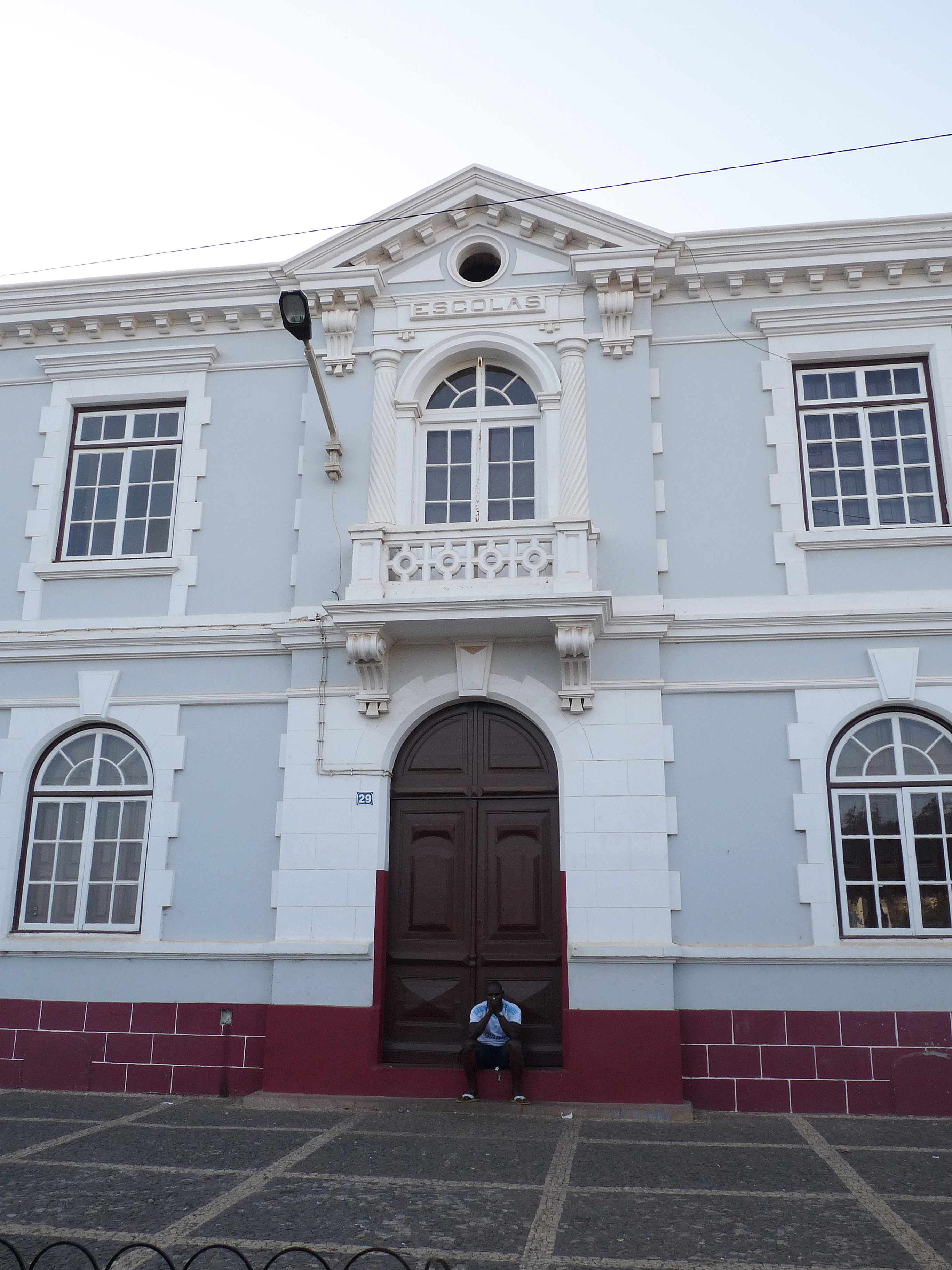
Trường Escola Grande trên phố Rua Serpa Pinto.

Thành phố Praia là nơi có trường tiểu học đầu tiên trong quần đảo, ban đầu được gọi là Escola Central (ngày nay mang tên Escola Grande). Trong một thời gian dài, đây là trường tiểu học duy nhất ở Praia. Vào đầu những năm 1960, các trường tiểu học khác bắt đầu được xây dựng ở các khu dân cư xung quanh khu Plateau và các khu dân cư khác trên đảo.
Praia cũng là địa điểm đầu tiên ở Cape Verde có cơ sở giáo dục trung học với việc thành lập Liceu Nacional vào năm 1861. Tuy nhiên, các nhà chức trách Bồ Đào Nha không quan tâm đến việc triển khai giáo dục trung học ở Cape Verde và kết quả là trường đã phải dừng hoạt động. Sau đó, giáo dục trung học trở thành vai trò của trường Seminário de Ribeira Brava trên đảo São Nicolau, và sau đó là giảng đường ở Mindelo.
Với việc mở rộng giáo dục ở Cape Verde vào những năm 1990, các tòa nhà dành riêng cho giáo dục đã được xây dựng tại quốc gia này. Vào năm 2016, Praia có 12 trường trung học.
Các trường quốc tế bao gồm:
- École Internationale Les Alizés (trường tiếng Pháp)
- Colégio Internacional – Cabo Verde (trường tiếng Bồ Đào Nha)[10]

Về giáo dục đại học, thành phố có các trường Universidade de Santiago, Instituto Superior de Ciencias Juridícas e Sociais, Instituto Superior de Ciencias Económicas e Empresariais, Đại học Jean Piaget của Cape Verde và Đại học Cape Verde.

## Kinh tế

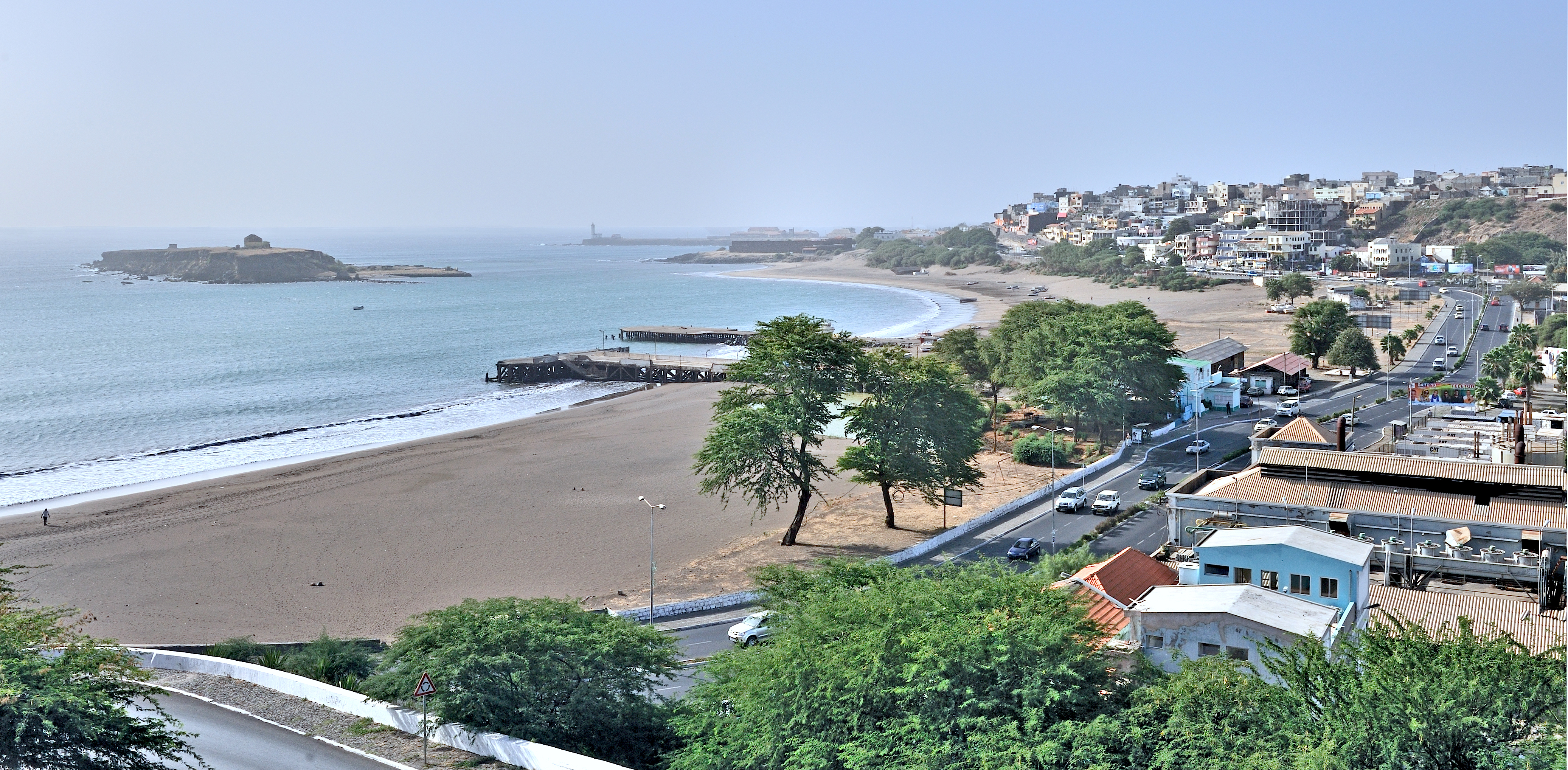
Du lịch là một ngành đóng góp quan trọng cho nền kinh tế của Praia.

Các hoạt động kinh tế chính của Praia thuộc về lĩnh vực dịch vụ. Ngoài các hoạt động liên quan đến quản lý và điều hành (địa phương và quốc gia), còn có những hoạt động thương mại, dịch vụ như chăm sóc sức khỏe, giáo dục, du lịch, nhà hàng và khách sạn, cùng với các hoạt động khác mang tính chất tự do.
Là thủ đô cũng như trung tâm kinh tế của quốc gia, Praia là một trong những thành phố phát triển nhất trong quần đảo Cape Verde. Tuy nhiên, khoảng một phần ba (1/3) dân số thành phố sống dưới mức nghèo khổ vào năm 2014. Tổng sản phẩm đô thị của thành phố chiếm khoảng 39% GDP của cả nước, quy ra thu nhập bình quân đầu người là 4764 đô la Mỹ.

## Giao thông

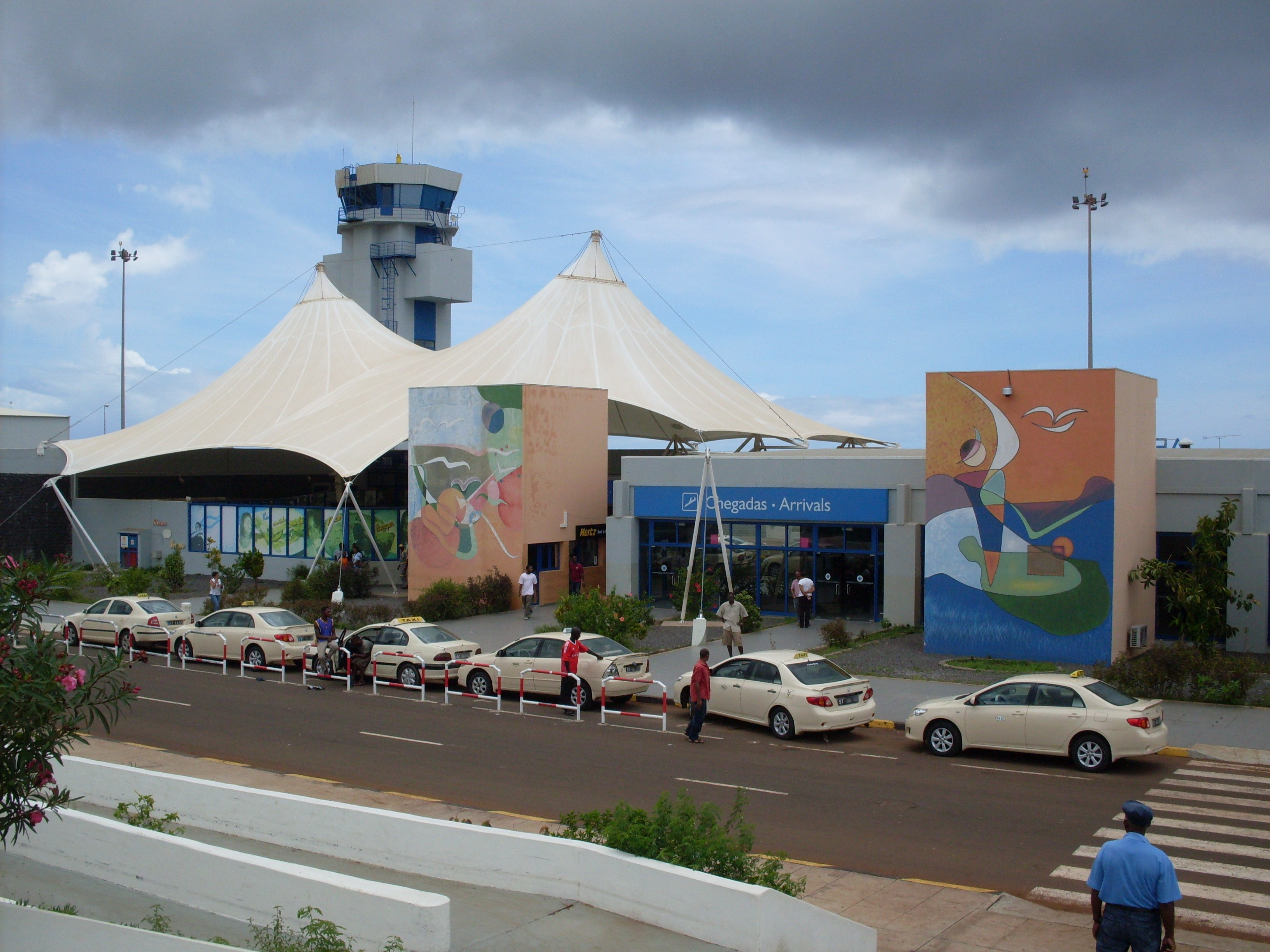
Sân bay quốc tế Nelson Mandela.

Thành phố được phục vụ bởi Sân bay quốc tế Nelson Mandela và Hãng hàng không TACV Cabo Verde, cả hai đều có trụ sở chính tại Praia. Nó có một cảng cùng tên được sử dụng nhiều thứ hai ở đất nước, với một bến phà nối với các đảo khác. Các tuyến phà trực tiếp là Maio, Fogo và São Vicente. Cảng do cơ quan ENAPOR của nhà nước quản lý. Nó được xây dựng lại và mở rộng vào năm 2014.
Praia có một đường vành đai hai chiều, Circular da Praia (EN1-ST06), được kết nối với các tuyến quốc lộ chính ở phía bắc (EN1-ST01) và phía tây (EN1-ST05) của hòn đảo. Các con đường chính bên trong thành phố là Avenida Grão Ducado de Luxemburgo (từ trung tâm về phía tây), Avenida Amílcar Cabral (ở Plateau) và Avenida Cidade de Lisboa.

### Giao thông công cộng
Phương tiện giao thông công cộng ở Praia do công ty SolAtlântico cung cấp. Có 12 tuyến xe buýt trong thành phố. Taxi liên tỉnh đến các thành phố khác trên đảo Santiago khởi hành từ nhà ga Sucupira ở trung tâm thành phố, được khai trương vào tháng 5 năm 2018.

## Thành phố kết nghĩa
Praia kết nghĩa với:
- Boston, Hoa Kỳ[15]
- Faro, Bồ Đào Nha[16]
- Figueira da Foz, Bồ Đào Nha[17]
- Funchal, Bồ Đào Nha[18]
- Gondomar, Bồ Đào Nha[19]
- Tế Nam, Trung Quốc[20]
- Lisbon, Bồ Đào Nha[21]
- Ma Cao, Trung Quốc[22]
- Ponta Delgada, Bồ Đào Nha[23]
- Providence, Hoa Kỳ[24]